# اورلاندو پیساینا
اورلاندو پیساینا دا کاروالیو (به پرتغالی: Orlando Peçanha de Carvalho) مدافع اهل برزیل است که در شهر نیتروی و در تاریخ ۲۰ سپتامبر ۱۹۳۵ به دنیا آمده‌است.
اورلاندو پیساینا در تیم‌های فوتبال واسکو دوگاما ،بوکا جونیورز،سانتوس،واسکو دوگاما سابقهٔ حضور دارد. این بازیکن همچنین در سال، 1958 – 1966 برای، تیم ملی فوتبال برزیل به میدان رفته‌است 